# パファー (潜水艦)
パファー (USS Puffer, SS-268) は、アメリカ海軍の潜水艦。ガトー級潜水艦の一隻。艦名は空気で体を膨らませるフグに因む。なお、退役から23年後にスタージョン級原子力潜水艦10番艦として2代目「パファー (SSN-652)」が就役している。

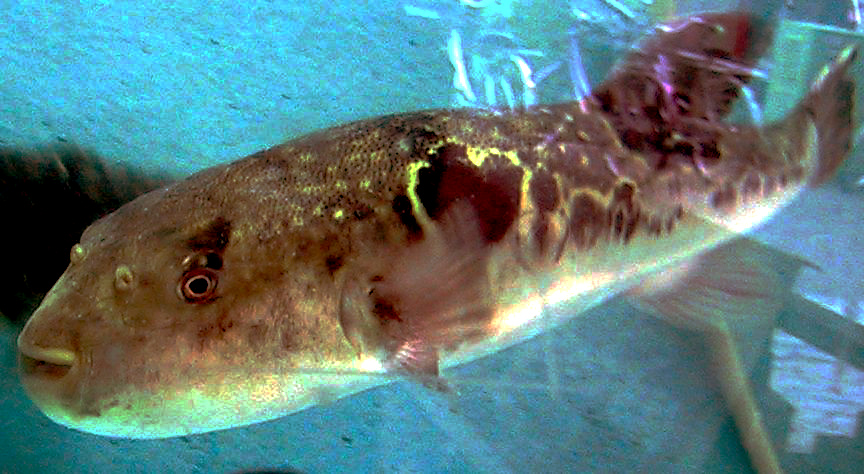
トラフグ（Tiger puffer）

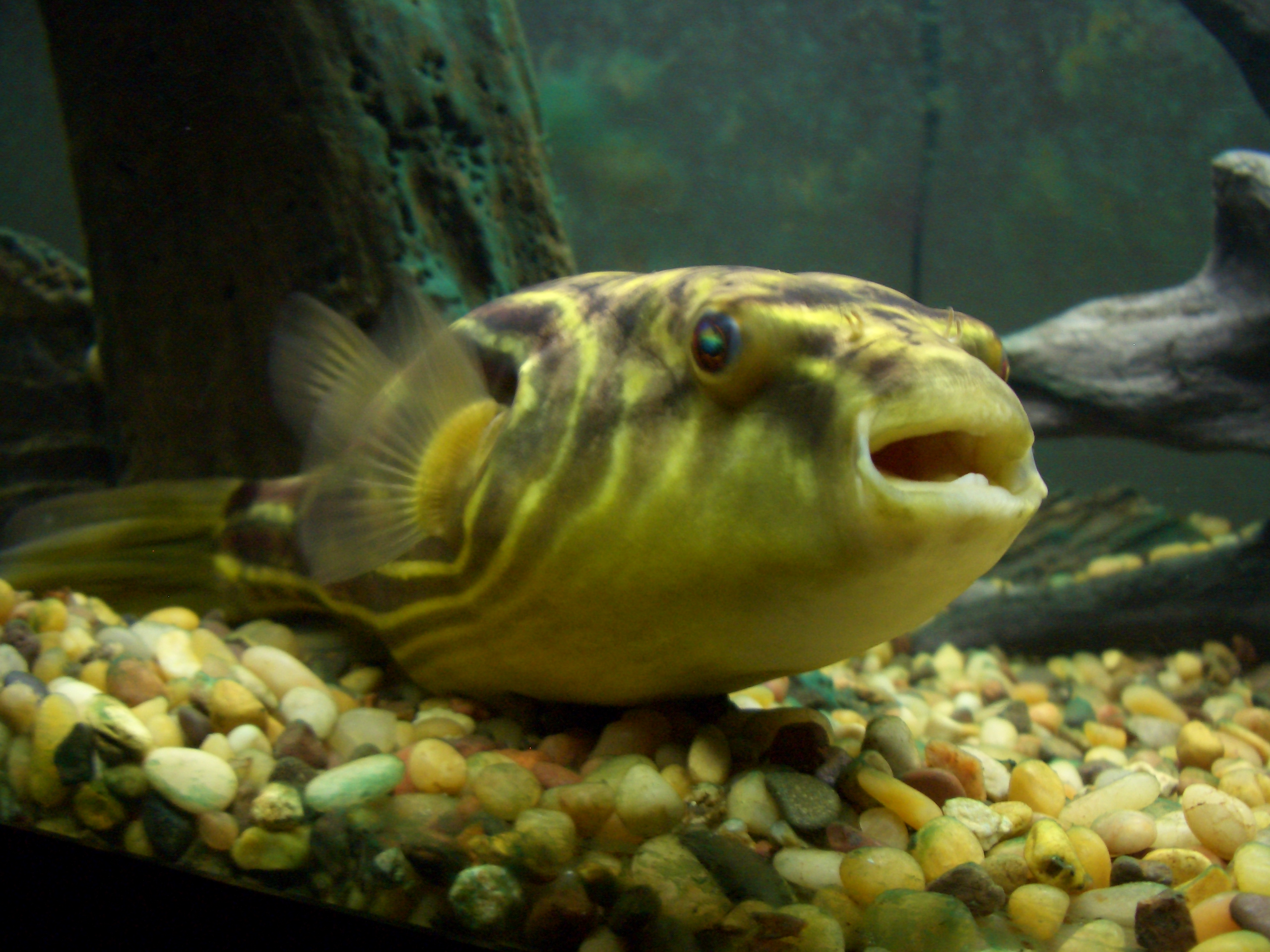
ナイルフグ（Nile puffer）

## 艦歴
「パファー」は1942年2月16日にウィスコンシン州マニトワックのマニトワック造船で起工する。11月22日にルース・B・ライオンズ夫人（マニトワック造船で最年長の従業員、クライスト・ジャコブソンの孫娘）によって進水し、艦長マーヴィン・J・ジェンセン少佐（アナポリス1931年組）の指揮下1943年4月27日に就役する。浮きドックでミシシッピ川を下ってニューオーリンズに運ばる途中で、魚雷と弾薬を補給した後、潜望鏡が取り付けられた。パナマ沖で1カ月間の訓練を行い、その後オーストラリアへ向かって8月21日にブリスベンに到着。整備と訓練の後ダーウィンに回航され、9月6日に到着した。

### 第1、第2の哨戒 1943年9月 - 1944年1月
9月7日、「パファー」は最初の哨戒でマカッサル海峡を経てセレベス海に向かった。9月17日未明、南緯04度14分 東経127度09分 / 南緯4.233度 東経127.150度の地点で2隻の輸送船を発見し、魚雷を3本ずつ発射。3つの命中と6つの爆発、爆雷攻撃を確認した。10月6日には、北緯04度10分 東経118度44分 / 北緯4.167度 東経118.733度の地点で座礁事故を起こし、5時間後に復旧した。10月9日、北緯01度08分 東経119度31分 / 北緯1.133度 東経119.517度のマカッサル海峡で輸送船を発見して魚雷を4本発射し、2本の命中を確認。次いで魚雷を2本発射したが、こちらは命中しなかった。この攻撃で特設運送船（給油）「球磨川丸」（東洋海運、7,510トン）を雷撃し撃破した。しかし、直後から千鳥型水雷艇と思しき艦艇から猛烈な爆雷攻撃を受け、「パファー」は船体各部から浸水して艦は急速に降下していった。艦内は蒸し風呂のようになり、操艦も難しくなった。38時間に及ぶ正確な爆雷攻撃と警戒行動により少なからぬ損害を受けたものの致命傷は免れ、敵艦艇が去ってから浮上して応急修理を行った。10月17日にダーウィンに寄港。10月24日、54日間の行動を終えてフリーマントルに帰投。艦長がフランク・G・セルビー少佐（アナポリス1933年組）に代わった。
11月24日、「パファー」は2回目の哨戒でスールー海、南シナ海およびルソン島近海に向かった。12月13日未明、北緯14度36分 東経119度58分 / 北緯14.600度 東経119.967度の地点で輸送船団を発見し、魚雷を4本発射して2つの爆発を聴取する。12月20日朝には北緯14度44分 東経119度55分 / 北緯14.733度 東経119.917度のマニラ湾近海で第782船団を発見し、追跡の上魚雷を4本発射。魚雷は駆逐艦「芙蓉」の後部に2本が命中してこれを撃沈した。続いて輸送船に対して魚雷を5本発射し、2つの命中を確認した。
その後南下して、1944年1月1日未明には北緯08度49分 東経122度56分 / 北緯8.817度 東経122.933度のミンダナオ島サンボアンガ西北の地点で1隻の輸送船と2隻の護衛艦を発見し、魚雷を計7本発射して4つの命中があったと判定。この攻撃で陸軍輸送船「隆洋丸」（山本汽船、6,707トン）に命中させ撃沈した。ロンボク海峡に向けて航行中の1月7日午後、「パファー」は南緯10度31分 東経115度20分 / 南緯10.517度 東経115.333度の地点で敵味方不明の500トン級トロール船を発見し、砲撃を行う。相手は一度は白旗を掲げたもののすぐに撤収し、逃走を図った。「パファー」はさらに砲撃を行った上でトロール船を沈め、ジャワ人を収容した。1月12日、49日間の行動を終えてフリーマントルに帰投した。

### 第3、第4の哨戒 1944年2月 - 6月
2月4日、「パファー」は3回目の哨戒で南シナ海に向かった。2月22日夕方、北緯03度10分 東経105度15分 / 北緯3.167度 東経105.250度の南ナツナ島スピケチール灯台東北東5km地点で、護衛のいない大型商船と中型商船を発見した。「パファー」はひときわ大きな輸送船「帝興丸」（帝国船舶、元フランス船ダルタニアン/日本郵船委託、15,105トン）とタンカー「菊水丸」（拿捕船、元オランダ船イリス/大阪商船委託、3,887トン）に対して魚雷を2本ずつ発射し、1本が「帝興丸」の左舷船倉に命中した。「帝興丸」が25度に傾いたところで、「パファー」はもう2本の魚雷を発射し、2本とも命中。「帝興丸」は左舷側にさらに傾き、船尾を下にして沈没した。4月4日、61日間の行動を終えてフリーマントルに帰投した。

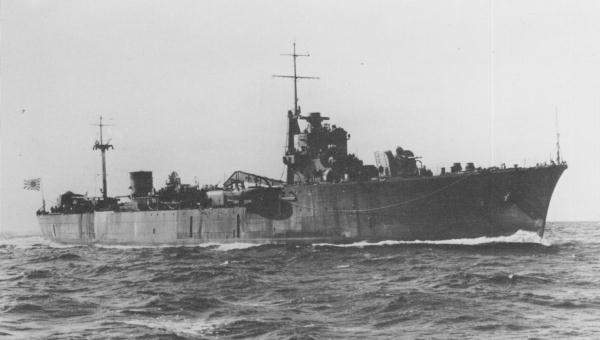
特務艦「足摺」

4月30日、「パファー」は4回目の哨戒でマニラ近海に向かった。途中、5月17日に空母「サラトガ (USS Saratoga, CV-3) 」とイギリス空母「イラストリアス (HMS Illustrious, R87) 」の搭載機がスラバヤを空襲する（トランサム作戦）予定だったので、攻撃を支援する8隻の潜水艦の1隻に「パファー」も選ばれ、スラバヤの北方に位置して搭乗員救助と脱出艦船に対する攻撃を命じられた。空襲は成功裏に終わり、「パファー」は元の任務に戻った。翌5月18日、南緯07度34分 東経113度18分 / 南緯7.567度 東経113.300度のスラバヤ南東28海里地点、マドゥラ海峡近海で、スンバワ島からスラバヤに向けて、駆潜艇を付して航行中の輸送船「神隆丸」（日本郵船、3,182トン）を発見し、魚雷を4本発射。魚雷は2本が命中し、さらに魚雷を5本発射したが命中しなかった。間もなく、「神隆丸」は沈没した。
その後、マカッサル海峡を北上してセレベス海に入る。5月22日、「パファー」はタウィタウィ近海のシブツ海峡を航行中であった。この付近を航行していたのは、僚艦「カブリラ (USS Cabrilla, SS-288) 」が5月18日に、この近辺に日本の空母がいることを司令部に報告したためであり、パファーは「ブルーフィッシュ (USS Bluefish, SS-222) 」とともに、「カブリラ」からの情報を元に空母の行動を監視していたのである。9時12分、「パファー」は北緯04度34分 東経119度49分 / 北緯4.567度 東経119.817度の地点を潜航中、空母と駆逐艦を発見した。パファーは空母を赤城型、「鳳翔」、飛鷹型と判断した。一旦は攻撃のチャンスを逃したかに思えたが、1時間後に手の届く距離にまで接近してきた空母「千歳」に対し魚雷を6本発射した。しかし、「パファー」が発射した6本のうち1本は「千歳」の艦首をかすめ去り、他の5本も逸れていった。駆逐艦が爆雷攻撃を行ったが、「パファー」には被害はなかった。
それでもこの一件は、マリアナ諸島や西部ニューギニアなどに来襲してくるアメリカ艦隊に備えてこの地に進出してきた日本艦隊を重大な危機に陥らせる第一歩となった。ただでさえ無風地帯だったこの海域での飛行訓練などの諸訓練が、この一件で大幅に縮小され、また「パファー」が「千歳」を雷撃した翌日の5月23日に予定されていた戦艦の射撃訓練が中止になった。こうして、日本艦隊の技量はますます低下することとなった。6月5日、北緯06度32分 東経120度40分 / 北緯6.533度 東経120.667度のセレベス海で、2隻の特務艦、「足摺」と「高崎」からなる船団を発見し魚雷を計7本発射、全てが命中したと判断され両艦を撃沈した。6月21日、52日間の行動を終えてフリーマントルに帰投した。

### 第5の哨戒 1944年7月 - 8月
7月14日、「パファー」は5回目の哨戒でマカッサル海峡、スールー海を経て南シナ海に向かった。7月29日朝、北緯00度47分 東経118度50分 / 北緯0.783度 東経118.833度の地点で2隻の輸送船を発見し、魚雷を6本発射するが命中しなかった。同じ日の午後には、5隻の護衛艦がついた剣埼型潜水母艦と思しき艦艇を発見した。「パファー」は3日間かけて追跡し、8月1日に北緯05度07分 東経119度34分 / 北緯5.117度 東経119.567度のボルネオ島北東方に至ったところで好機をとらえ、まず魚雷を6本発射。次いで魚雷を2本発射したが、こちらは外れた。この攻撃で特務艦「洲埼」を撃破した。
8月7日には北緯07度50分 東経122度07分 / 北緯7.833度 東経122.117度の地点で特設駆潜艇「第二京丸」（極洋捕鯨、340トン）を発見し、魚雷を1本ずつ計4本発射して1本を命中させ、撃沈した。8月12日朝、「パファー」は北緯13度17分 東経120度7.8分 / 北緯13.283度 東経120.1300度のミンドロ島カラビテ岬南西15キロ地点でミ13船団を発見。魚雷残数は6本であり、すべてを船団に向けて発射し、特設運送船（給油）「神鳳丸」（飯野海運、5,135トン）とタンカー「帝坤丸」（帝国船舶、5,113トン、元ドイツ船ヴィネトウ）に命中。「帝坤丸」はすぐに沈没し、「神鳳丸」は近くの海岸に座礁したあと放棄され、8月17日朝に「ブルーフィッシュ (USS Bluefish, SS-222) 」の雷撃で止めを刺された。翌8月13日、「パファー」はアメリカ本国に向かうよう命令を受けた。8月29日、48日間の行動を終えて真珠湾に帰投。メア・アイランド海軍造船所に回航されオーバーホールに入った。艦長がカール・R・ドワイヤー少佐（アナポリス1938年組）に代わった。

### 第6、第7の哨戒 1944年12月 - 1945年4月
12月16日、「パファー」は6回目の哨戒で南西諸島方面に向かった。1945年1月4日、北緯27度13分 東経128度23分 / 北緯27.217度 東経128.383度の与論島近海で2隻の輸送船団を発見し、三度にわたって魚雷を1本ずつ発射、500トン級ラガーを撃沈した。1月10日早朝には、北緯27度02分 東経126度23分 / 北緯27.033度 東経126.383度の久米島の西方で輸送船団を発見し、魚雷を3本発射して全ての命中を確認。次いで魚雷を4本発射し、1本の命中と判断、さらに魚雷を4本発射して3本を2隻の「吹雪型駆逐艦」に命中させて1隻撃沈、1隻撃破と判断。午後にも攻撃を行い、魚雷を6本発射して1本を輸送船に命中させ撃沈したと判断された。一連の攻撃で、「第42号海防艦」を轟沈させ、「第30号海防艦」の艦首にも魚雷を命中させて大破させた。翌1月11日にも北緯26度45分 東経127度09分 / 北緯26.750度 東経127.150度の地点で海防艦を発見し、魚雷を2本発射したが命中しなかった。なお、この哨戒では沖縄本島周辺のレーダー調査も行われた。1月17日、30日間の行動を終えてグアム島アプラ港に帰投した。
2月11日、「パファー」は7回目の哨戒で南シナ海に向かった。3月6日夜、北緯21度53分 東経119度29分 / 北緯21.883度 東経119.483度の地点で哨戒艦艇を発見し、魚雷を3本発射したものの命中しなかった。ルソン海峡と南シナ海での哨戒期間中の3月26日には、「ピラーニャ (USS Piranha, SS-389)」「シーオウル (USS Sea Owl, SS-405) 」とともにプラタス島を艦砲射撃。帰路では4月2日から3日の間にサイパン島タナパグ港に寄港ののち、4月9日から18日までウェーク島の周辺を哨戒した。4月21日、70日間の行動を終えてミッドウェー島に帰投した。

### 第8、第9の哨戒 1945年5月 - 8月
5月20日、「パファー」は8回目の哨戒で南シナ海およびジャワ海方面に向かった。もはやこの頃には日本の主だった艦船は外洋からは姿を消していた。5月29日から30日にかけてタナパグ港に立ち寄り、出港後は南シナ海に針路をとる。7月5日午後、「リザードフィッシュ (USS Lizardfish, SS-373) 」と会合し、南緯08度07分 東経115度05分 / 南緯8.117度 東経115.083度のバリ島北部ブレレン県沿岸部で2隻の海上トラックと6隻の上陸用舟艇の集団を発見し、まず魚雷を2本発射して1本を海上トラックに命中させて撃沈ののち、浮上して残りの海上トラックと上陸用舟艇を砲撃で撃沈した。7月11日、53日間の行動を終えてフリーマントルに帰投した。
8月7日、「パファー」は9回目の哨戒で南シナ海に向かった。しかし、間もなく終戦となった。8月21日、14日間の行動を終えてスービック湾に帰投した。

### 戦後
「パファー」は10月15日にサンフランシスコに到着した。1946年に入ると再びハワイへ向かい、士官や兵員に対して対潜水艦戦訓練を行い3月19日にサンフランシスコに帰還、不活性化の準備に入った。1946年6月28日に予備役となり、太平洋予備役艦隊の1ユニットとしてメア・アイランド海軍造船所で保管された。同年末に海軍第13管区の予備役訓練艦としての任務を命じられ、シアトルで任務に従事、1960年6月10日に「ボーフィン (USS Bowfin, SS-287) 」と任務を交代した。「パファー」は退役し、1960年11月4日にオレゴン州ポートランドのジデル社にスクラップとして売却された。
「パファー」は8隻の船を沈め、その総撃沈トン数は36,392トンに上る。第二次世界大戦の戦功で9個の従軍星章を受章した。